# Puchar Formuły 3 Strefy Północnoeuropejskiej
Puchar Formuły 3 Strefy Północnoeuropejskiej – rozgrywana w latach 2008–2009 seria wyścigowa według przepisów Formuły 3.

## Mistrzowie
| Sezon | Mistrz           | Zespół              | Samochód          |
| ----- | ---------------- | ------------------- | ----------------- |
| 2008  | Władimir Semenow | ZyXEL RRT           | Dallara F306-Opel |
| 2009  | Jani Tammi       | Oakra F3 Motorsport | Dallara F301-Opel |